# Krásno nad Kysucou
Krásno nad Kysucou (vor 1927 slowakisch „Krasno“; ungarisch Karásznó – bis 1902 Krásznó – älter auch Krasznó oder Ujkrászno) ist eine Stadt in der nordwestlichen Slowakei.
Sie wurde 1325 zum ersten Mal schriftlich als Krasno erwähnt und besteht aus folgenden vier Stadtteilen:

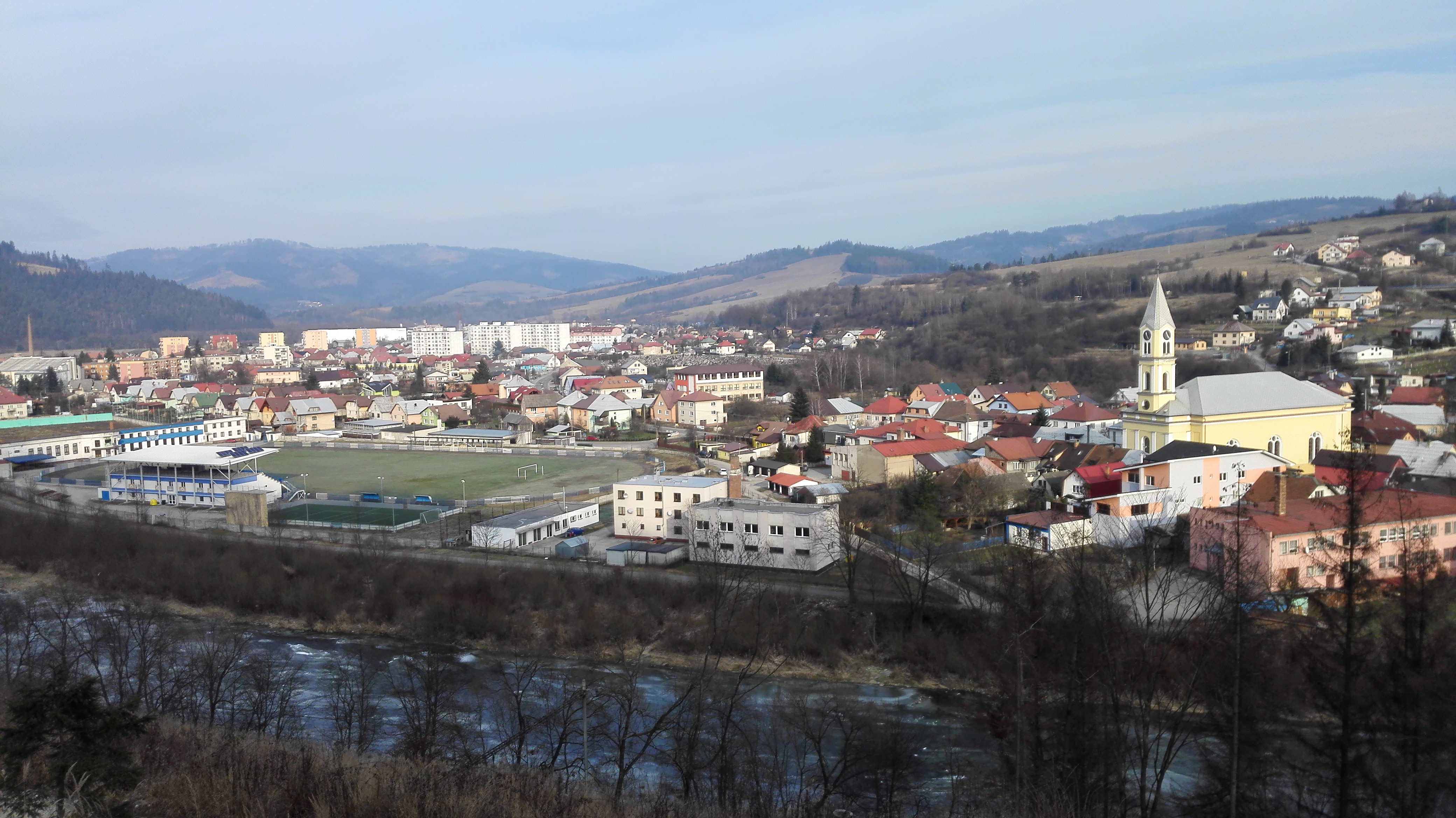
Blick auf die Stadt

- Blažkov
- Kalinov
- Krásno nad Kysucou
- Zákysučie

## Bevölkerung
| Jahr                | 1994 | 2004    | 2014    | 2024    |
| ------------------- | ---- | ------- | ------- | ------- |
| Anzahl der Personen | 6863 | 7038    | 6831    | 6506    |
| Unterschied         |      | +2,54 % | −2,94 % | −4,75 % |

| Jahr                | 2023 | 2024    |
| ------------------- | ---- | ------- |
| Anzahl der Personen | 6544 | 6506    |
| Unterschied         |      | −0,58 % |

## Städtepartnerschaften
- Frenštát pod Radhoštěm, Tschechien
- Metylovice, Tschechien
- Milówka, Polen

## Weblinks

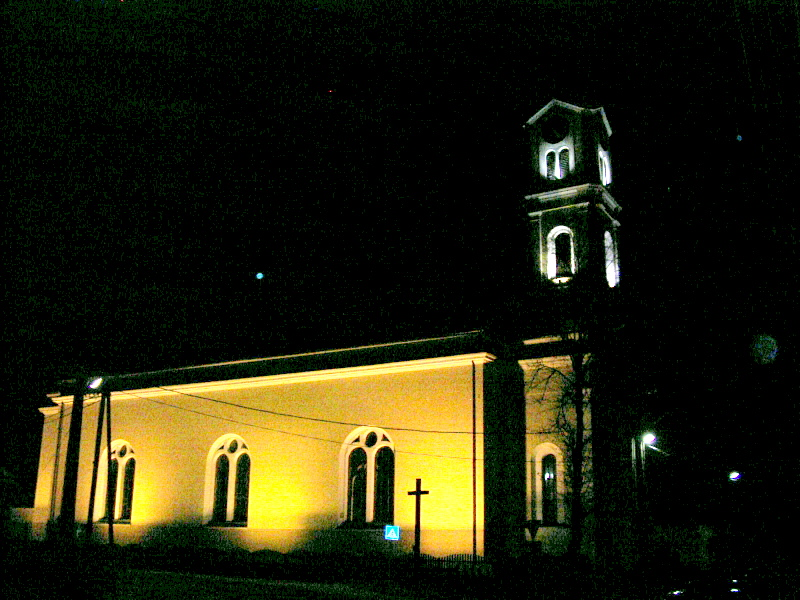
Kirche des Hl. Andreas im Ort